# 福井銑吉
福井 銑吉（ふくい せんきち、1853年8月11日（嘉永6年7月7日）- 1916年（大正5年）5月11日）は、明治時代の日本の官僚。三重県の地方政治家。加賀国加賀藩（現石川県金沢市）出身。三重県四日市市の第3代官選四日市市長。

## 経歴
福井銑吉は第3代四日市市長を務めた政治家である。四日市市制が施行した後の四日市を巨大な商業都市に大発展させた戦前の市長。久保田1丁目2番42号の四日市市立図書館に敷地に「福井銑吉君碑」と云う大きな文字を刻んだ一基の石碑がある。福井銑吉の功労碑は、四日市市立図書館の裏庭にひっそりと立っている。1917年（大正6年）秋に設置された石碑の裏面に「追分石工伊達宗吉」の名を遺す碑文によると「姓は福井氏、号は九鳥、嘉永6年7月某日遠江国浜松生まれ。石川県金沢市出身。父の号は奇雲、姓は津川と云い、津川の3男で父は井上河内守の国家老であった。福井銑吉君は福井家の養子となり、福井右衛門と称して、本多紀伊守に仕えた。福井銑吉功労碑は1917年（大正6年）秋に四日市市民によって建立された。1876年（明治9年）1月に明治政府の地租改正を担当する事務所に出仕して、内務官僚として数々の諸官に任じられて、司税官補から高等官8等となり、正八位勲八等を授与された。
1876年（明治9年）に地租改正を実行する明治政府の事務局に就職した。1898年（明治31年）に四日市税務署の署長となり、翌年の1899年（明治32年）に、第3代四日市市長となった。

## 都市計画
- 福井銑吉は四日市市長として、大規模な都市改造をする都市計画事業を推進した。
- 四日市市の公共事業として以下の工事をした。

1. 築港地区の阿瀬知川の開削工事をした。
2. 四日市港の入江の浚渫工事をした。
3. 四日市港沿いの伊勢湾の海面埋立工事と運河の浚渫工事をした。
4. 諏訪前道路の改修工事などの都市計画事業を行った。

- これらの四日市近代化のための四大事業を推進した。1906年（明治39年）から1909年（明治42年）までの4カ年計画で行なった巨大公共事業で総事業費は、19万6,042円だった。最初の公共事業は四日市港沿いの運河開さくのための阿瀬知川の改修工事から実施された。海面埋立事業は難航工事だった。その他の公共事業はスムーズだった。明治39年度の期間内に諏訪新道が完成した。諏訪新道の付近の四日市市内の田圃も埋め立てられて住宅地として開発された。
- 1910年（明治43年）より四日市港の修築工事にも着手した。四日市の工業化のために四日市の港湾を整備した。

## 教育事業
教育事業にも力を入れて、20世紀となった1901年（明治34年）に四日市市立裁縫学校を四日市高等女学校に昇格させた。1904年（明治37年）に四日市市立商業学校を三重県立移管した。女子高等小学校（四日市市立第5小学校）を創立した。四日市市で最初の幼稚園の四日市幼稚園を新築した。四日市市立第5小学校の学校内に四日市市立図書館を建設した。

## 評価
1914年（大正3年）に四日市市長を勇退した。四日市市民は勤労と真心に徳の高さに感心した。翌年の1915年（大正4年）に死去した。人温謹明、シ天富仁愛で清廉潔白の人格者であり、敵をつくらず、四日市市会議員や四日市市の政財界人から信頼された四日市市長であった。多大な功績を残して14年6ヶ月の長期間にかけて四日市市長職を務めた。戒名は仙苑院九鳥銑切居士、武蔵国豊多摩郡堀内村（現在の東京都杉並区堀ノ内）の修行寺に葬られた。